# Eurostar
Eurostar — міжнародна високошвидкісна залізнична служба, що сполучає Велику Британію з Францією, Бельгією та Нідерландами. Потяги Eurostar перетинають Ла-Манш через Євротунель, що є під орудою Getlink.
Кінцева зупинка в Лондоні — Сент-Панкрас; іншим станціями в Англії, що обслуговує Eurostar є Еббсфліт-Інтернешнал та Ешфорд-Інтернешнал у Кенті. Проміжним зупинним пунктом у Франції є Лілль-Європа. 
Кінцева зупинка в Парижі — Париж-Північний. 
Потяги до Бельгії та Нідерландів зупиняються на Брюссель-Південний і Роттердам-Центральний, кінцевою зупинкою є Амстердам-Центральний. 
Раніше у Франції існували прямі рейси з Лондона до Марн-ла-Валле-Шессі (паризький Діснейленд) до червня 2023 року та сезонні прямі рейси до півдня Франції (Ліон, Авіньйон і Марсель) влітку та до Французьких Альп взимку.
Франшизу обслуговують 11 потягів класу 373/1, кожний з яких складається з 18 вагонів, і 17 потягів класу 374, кожний з яких складається з 16 вагонів. 
На високошвидкісних лініях поїзди рухаються зі швидкістю до 320 км/год. 
Високошвидкісна лінія LGV Nord у Франції була відкрита до того, як в 1994 році почали працювати Eurostar, а пізніше були додані нові високошвидкісні лінії: HSL 1 у Бельгії та High Speed 1 у південно-східній Англії. 
Французька та бельгійська частини мережі використовується також Thalys Париж–Брюссель і поїздами TGV.
Eurostar управляється Eurostar International Limited (EIL), яка належить Eurostar Group.
У грудні 2021 року речник Eurostar заявив, що компанія має намір перенести свою адміністративну діяльність з Лондона до Брюсселя в рамках майбутнього злиття з Thalys, яке було схвалено в березні 2022 року, пославшись на проблеми з веденням бізнесу у Великій Британії та заявивши, що перебування в країні ЄС полегшить розширення та розвиток.

## Історія

### Запуск сервісу
14 листопада 1994 року потяги Eurostar почали курсувати від станції Ватерлоо-Інтернешнал в Лондоні до залізничної станції Париж-Північний, а також до залізничної станції Брюссель-Південний. 

Залізничне сполучення розпочалося з обмеженої послуги Discovery; щоденне курсування потягів розпочалася з 28 травня 1995 року. 

У 1995 році Eurostar досягав середньої наскрізної швидкості 171,5 км/год від Лондона до Парижа. 

8 січня 1996 року Eurostar запровадив послуги з другої залізничної станції у Великій Британії, коли було відкрито станцію Ешфорд-Інтернешнал. 

Також у 1996 році компанія Eurostar розпочала своє цілорічне сполучення з Діснейлендом, коли перший потяг вирушив 29 червня. 
У наступному році було запроваджено послуги до Французьких Альп взимку. 

20 липня 2002 року було розпочато влітку сполучення зі станцією Авіньйон-Центр. 
Послуга діяла до 2014 року, після чого 1 травня 2015 року маршрут потяга було змінено розширеною службою — потяг курсував через станцію Авіньйон TGV до Ліона і Марселя. 

23 вересня 2003 року почалися пасажирські перевезення на першій завершеній дистанції High Speed 1. 

Після гучної церемонії відкриття 

та великої рекламної кампанії 
 
14 листопада 2007 року послуги Eurostar у Лондоні перенесли з Ватерлоо до розширеного та капітально відремонтованого лондонського Сент-Панкрас-Інтернешнал. 

Послуги в один кінець з Лондона до Амстердама (тільки з поверненням до Брюсселя) були запущені 4 квітня 2018 року. 
Цю послугу було відкрито зворотно з 26 жовтня 2020 року 
.

### Regional Eurostar та Nightstar
Крім того, пропозиції для Eurostar містили прямі рейси до Парижа та Брюсселя зі станцій на північ від Лондона: Манчестер-Пікаділлі через Бірмінгем-Нью-стрит на West Coast Main Line та Лідс і Глазго-Центральний через Единбург-Веверлі, Ньюкасл і Йорк на East Coast Main Line. 

Для Regional Eurostar було побудовано сім 14-вагонних поїздів Eurostar «North of London», але ці послуги так і не були реалізовані. 
Прогнозована тривалість подорожі з Глазго до Парижа майже дев’ять годин під час зростання недорогих авіаперевезень в 1990-х роках робила плани комерційно не вигідними порівняно з дешевшими та швидшими авіакомпаніями. 

Іншими причинами скасування цих послуг були як урядова політика, так і руйнівна приватизація British Rail. 
 
Три потяги Regional Eurostar були орендовані Great North Eastern Railway (GNER) для збільшення пасажирообігу між Лондонським Кінгс-кросс та Йорком, а пізніше Лідсом.

Термін оренди закінчився в грудні 2005 року, і більшість потягів «North of London» були передані SNCF для послуг TGV на півночі Франції. 

Також планувався міжнародний спальний поїзд Nightstar; він курсував би за тими ж маршрутами, що й Regional Eurostar, а плюс маршрутом Great Western Main Line до станції Кардіфф-Центральний. 
 
Вони також були визнані комерційно недоцільними. 
У 2000 році вагони були продані Via Rail у Канаді. 

## Магістральні маршрути

### LGV Nord (Франція)
LGV Nord — французька високошвидкісна залізнична лінія завдовжки 333 км, що сполучає Париж із бельгійським кордоном і тунелем під Ла-Маншем через Лілль. 
Була відкрита в 1993 році. 
 
Його розширення до Бельгії та Парижа, а також підключення до тунелю під Ла-Маншем зробили LGV Nord складовою всіх маршрутів Eurostar. 
Бельгійська високошвидкісна лінія, HSL 1, була сполучена з LGV Nord, на бельгійському кордоні, в 1997 році. 
З усіх французьких високошвидкісних ліній LGV Nord має найрізноманітніший та найзавантаженіший високошвидкісний рухомий склад; запропонований проект обходу Лілля, який скоротив би час подорожі Eurostar до Парижа, має назву LGV Picardie.

### Тунель під Ла-Маншем
Тунель під Ла-Маншем є найважливішою частиною маршруту, оскільки це єдине залізничне сполучення між Великою Британією та материковою Європою. 
Він має сполучення з LGV Nord у Франції та High Speed 1 у Британії. 
Тунель завдовжки 50,5 км розпочато в 1988 році та офіційно відкрито британською королевою Єлизаветою II і президентом Франції Франсуа Міттераном в Кале 6 травня 1994 року. 

Він належить компанії Getlink, що стягує значну плату з Eurostar за його використання. 

У 1996 році Американське товариство інженерів-будівельників назвало тунель одним із семи чудес сучасного світу. 

Середня швидкість потягів Eurostar становить 300 км/год, за винятком тунелю під Ла-Маншем, де з міркувань безпеки діє знижена швидкість до 160 км/год. 

### HSL 1 (Бельгія)

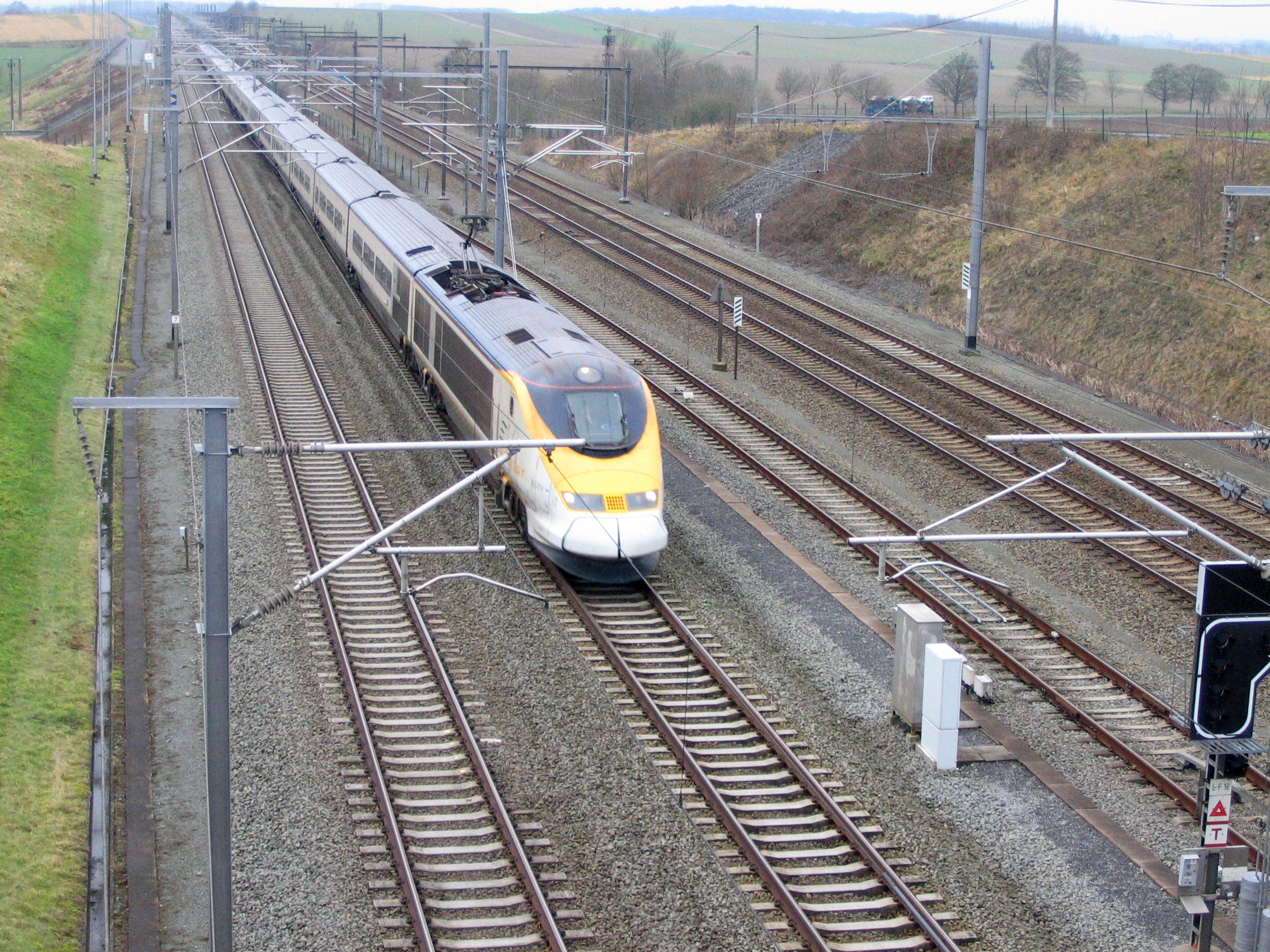
Поїзд Eurostar на HSL 1 біля Сіллі, Бельгія

До відкриття 2 червня 1996 року першої черги бельгійської високошвидкісної лінії 

потяги Eurostar курсували через бельгійську залізничну лінію 94. 
Час у дорозі між Лондоном і Брюсселем було зменшено, коли 14 грудня 1997 року було відкрито 88-кілометрову бельгійську високошвидкісну лінію HSL 1

. 
Має сполучення з LGV Nord на кордоні з Францією, дозволяючи потягам Eurostar досягати Брюсселя без зниження швидкості. 
Подальше чотирихвилинне зменшення часу для поїздів Лондон – Брюссель було досягнуто в грудні 2006 року з відкриттям 435-метрового брюссельського південного віадука. 
Сполучаючі міжнародні платформи залізничної станції Брюссель-Південний із високошвидкісною лінією, віадук відокремлює Eurostar (і Thalys) від місцевих служб.

### High Speed 1 (Велика Британія)

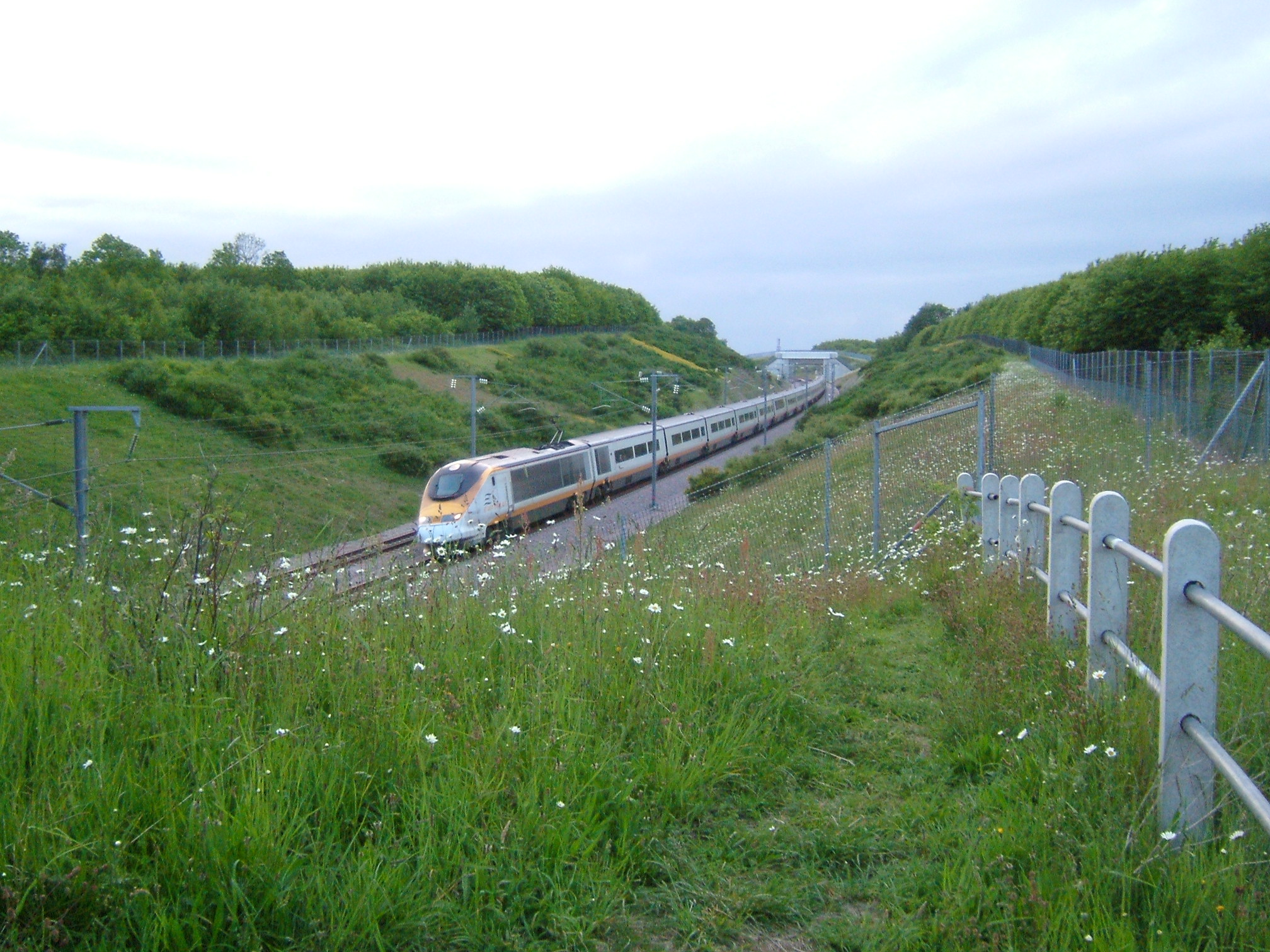
Поїзд Eurostar на High Speed 1 поблизу Струда, південно-східна Англія

High Speed 1 (HS1), раніше відома як залізнична лінія тунелю під Ла-Маншем (англ. Channel Tunnel Rail Link, CTRL), — 108-кілометрова високошвидкісна залізнична лінія, що пролягає від Лондона через Кент до британського порталу тунелю під Ла-Маншем. 
.

Її будували у два етапи. 
Першу чергу між тунелем і Фокгем-джакшен на півночі Кента було відкрито у вересні 2003 року, скоротивши час у дорозі Лондон — Париж на 21  хвилину до 2  годин 35  хвилин, а Лондон — Брюссель – до 2  годин 20  хвилин. 
14 листопада 2007 року почалися комерційні послуги по всій новій лінії HS1.
Перебудована лондонська станція  Сент-Панкрас-Інтернешнал стала новою лондонською кінцевою станцією для всіх рейсів Eurostar. 
.
Завершення будівництва High Speed 1 привело британську частину маршруту Eurostar до тих же стандартів, що й французькі та бельгійські високошвидкісні лінії. Час у дорозі без пересадок скорочено ще на 20  хвилин до 2  годин 15  хвилин для Лондон — Париж і 1  години 51  хвилин для Лондон — Брюссель. 

Станом на осінь 2020 року HS1 є першою у Великобританії залізницею з відновлюваною енергією.

## Рухомий склад
Для експлуатації на залізничній мережі Eurostar спеціально були розроблені електропоїзди серії 373. Потяг Eurostar, по суті, є подовженим TGV, пристосованим для експлуатації у Великій Британії та Євротунелі. Основними відмінностями потягу є: менший обсяг вагона, що відповідає британському стандарту на габарити рухомого складу залізниць, створені у Великій Британії асинхронні тягові двигуни та поліпшена система пожежобезпеки на випадок загоряння в тунелі.
Під час проєктування потяг називався TransManche Super Train та був спроєктований фірмою GEC-Альстом (нині Alstom) на фабриках в Ля-Рошелі (Франція), Белфорті (Франція) та Вошвуд Хет (Англія), експлуатація розпочалася в 1993 році.